# Zero Critical
Zero Critical est un jeu vidéo d'aventure en pointer-et-cliquer développé par Istvan Pely Productions et édité par Bethesda Softworks, sorti en 1999 sur Windows et Mac.

## Accueil
- Adventure Gamers : 1/5[1]
- AllGame : 4/5[2]